# 2α-(Propanoil)-3β-(2-(6-metoksinaftil))-tropan
2α-(Propanoil)-3β-(2-(6-metoksinaftil))-tropan ili WF-33 je kokainski analog. On se, zajedno sa WF-23, drugim „2-naftil” analogom kokaina, smatra snažnijim od WF serije analoga kokaina.